# CIS-edition
CIS edition или Special CIS edition от англ. Commonwealth of Independent States — Содружество Независимых Государств (СНГ).
Специальное издание какого-либо продукта, предназначенного для распространения на территории стран СНГ. Характеризуется наличием локализации продукта, наличием документации на языках стран СНГ.

## Музыкальные издания
Музыкальные (CD) издания «CIS edition» отличаются упрощенным оформлением и полиграфией, а также более низкой ценой.